# Đất Mới
Đất Mới là một xã thuộc tỉnh Cà Mau, Việt Nam.

## Địa lý
Xã Đất Mới có vị trí địa lý:
- Phía đông giáp xã Năm Căn và xã Phan Ngọc Hiển
- Phía tây giáp Vịnh Thái Lan
- Phía nam giáp xã Đất Mũi và xã Phan Ngọc Hiển
- Phía bắc giáp xã Cái Nước và xã Nguyễn Việt Khái.

Xã Đất Mới có diện tích 222,94 km², dân số năm 2024 là 27.683 người, mật độ dân số đạt 124 người/km².

## Lịch sử
Ngày 20 tháng 9 năm 1975, Bộ Chính trị ban hành Nghị quyết số 245-NQ/TW về việc hợp nhất tỉnh Bạc Liêu, tỉnh Cà Mau và 2 huyện An Biên, Vĩnh Thuận (ngoại trừ 2 xã Đông Yên và Tây Yên) của tỉnh Rạch Giá thành một tỉnh mới, tên gọi tỉnh mới cùng với nơi đặt tỉnh lỵ sẽ do địa phương đề nghị lên.
Ngày 20 tháng 12 năm 1975, Bộ Chính trị ban hành Nghị quyết số 19/NQ về việc hợp nhất tỉnh Bạc Liêu và tỉnh Cà Mau thành một tỉnh mới, tên gọi tỉnh mới cùng với nơi đặt tỉnh lỵ sẽ do địa phương đề nghị lên.
Ngày 24 tháng 2 năm 1976, Chính phủ Cách mạng Lâm thời Cộng hòa miền Nam Việt Nam ban hành Nghị định số 3/NQ/1976 về việc hợp nhất tỉnh Bạc Liêu và tỉnh Cà Mau thành một tỉnh mới, lấy tên là tỉnh Bạc Liêu – Cà Mau. Khi đó, xã Năm Căn thuộc huyện Năm Căn, tỉnh Cà Mau – Bạc Liêu.
Ngày 10 tháng 3 năm 1976, Chính phủ ban hành Nghị quyết về việc thành lập tỉnh Minh Hải trên cơ sở đổi tên tỉnh Bạc Liêu – Cà Mau. Khi đó, xã Năm Căn thuộc huyện Năm Căn, tỉnh Minh Hải.
Ngày 25 tháng 7 năm 1979, Hội đồng Chính phủ ban hành Quyết định số 275-CP về việc chia xã Năm Căn thuộc huyện Năm Căn thành 2 xã: Hàm Rồng, Đất Mới và thị trấn Năm Căn.
Ngày 17 tháng 12 năm 1984, Hội đồng Chính phủ ban hành Quyết định số 168-HĐBT về việc đổi tên huyện Năm Căn thành huyện Ngọc Hiển và xã Đất Mới thuộc huyện Ngọc Hiển.
Ngày 14 tháng 2 năm 1987, Hội đồng Bộ trưởng ban hành Quyết định số 33B-HĐBT về việc thành lập thị trấn Năm Căn – thị trấn huyện lỵ huyện Ngọc Hiển trên cơ sở 1.200 hécta đất và 2.497 nhân khẩu của xã Đất Mới.
Sau khi phân vạch địa giới hành chính, xã Đất Mới có 10.470 hécta đất và 4.395 nhân khẩu.
Ngày 6 tháng 11 năm 1996, Quốc hội ban hành Nghị quyết về việc chia tỉnh Minh Hải thành Bạc Liêu và tỉnh Cà Mau. Khi đó, xã Đất Mới thuộc huyện Ngọc Hiển, tỉnh Cà Mau.
Ngày 17 tháng 11 năm 2003, Chính phủ ban hành Nghị định số 138/2003/NĐ-CP về việc:
- Thành lập huyện Năm Căn thuộc tỉnh Cà Mau.
- Chuyển xã Đất Mới thuộc huyện Ngọc Hiển về huyện Năm Căn mới thành lập quản lý.

Ngày 5 tháng 9 năm 2005, Chính phủ ban hành Nghị định số 113/2005/NĐ-CP về việc thành lập xã Lâm Hải thuộc huyện Năm Căn trên cơ sở 12.272,40 ha diện tích tự nhiên và 10.531 người của xã Đất Mới.
Sau khi điều chỉnh địa giới hành chính, xã Đất Mới còn lại 9.575,38 ha diện tích tự nhiên và 10.560 nhân khẩu.
Ngày 9 tháng 12 năm 2020, HĐND tỉnh Cà Mau ban hành Nghị quyết số 28/NQ-HĐND về việc:
1. Xã Đất Mới
- Sáp nhập ấp Lô Ráng vào ấp Bùi Mắc.

2. Xã Lâm Hải
- Sáp nhập ấp Chà Là vào ấp Xẻo Sao.

Tính đến ngày 31/12/2024
- Xã Đất Mới có 9 ấp: Bùi Mắc, Cây Thơ, Láng Chiếu, Ông Chừng, Ông Do, Phòng Hộ, Tắc Năm Căn A, Trại Lưới A, Xóm Mới.
- Xã Lâm Hải có 10 ấp: Biện Trượng, Cồn Cát, Kinh Đào, Nà Chim, Nà Lớn, Ông Ngươn, Trại Lưới B, Trường Đức, Xẻo Lớn, Xẻo Sao.

Ngày 12 tháng 6 năm 2025, Quốc hội ban hành Nghị quyết số 202/2025/QH15 về việc sắp xếp đơn vị hành chính cấp tỉnh (nghị quyết có hiệu lực từ ngày 12 tháng 6 năm 2025). Theo đó, sáp nhập tỉnh Bạc Liêu vào tỉnh Cà Mau.
Ngày 16 tháng 6 năm 2025, Ủy ban Thường vụ Quốc hội ban hành Nghị quyết số 1655/NQ-UBTVQH15 về việc sắp xếp các đơn vị hành chính cấp xã của tỉnh Cà Mau năm 2025 (nghị quyết có hiệu lực từ ngày 16 tháng 6 năm 2025). Theo đó, sáp nhập toàn bộ 123,5 km² diện tích tự nhiên, quy mô dân số là 9.500 người của xã Lâm Hải thuộc huyện Năm Căn; điều chỉnh 18,72 km² diện tích tự nhiên, quy mô dân số là 8.272 người của thị trấn Năm Căn thuộc huyện Năm Căn; điều chỉnh 5,12 km² diện tích tự nhiên, quy mô dân số là 730 người của xã Hàm Rồng thuộc huyện Năm Căn và điều chỉnh 7,5 km² diện tích tự nhiên, không có dân sinh sống của xã Viên An thuộc huyện Ngọc Hiển vào toàn bộ diện tích tự nhiên 68,1 km², quy mô dân số là 9.181 người của xã Đất Mới thuộc huyện Năm Căn.
Xã Đất Mới có 222,94 km² diện tích tự nhiên và quy mô dân số là 27.683 người.